# Червонослобідська сільська рада (Компаніївський район)
| Червонослобідська сільська рада — колишній орган місцевого самоврядування у Компаніївському районі Кіровоградської області з адміністративним центром у с. Червона Слобода. Сільській раді підпорядковані населені пункти: - с. Червона Слобода - с. Березнегувате - с. Богодарівка - с. Грізне - с. Коневе - с. Кременчувате - с. Малоконеве |

## Склад ради
Рада складається з 14 депутатів та голови.

### Керівний склад ради
| ПІБ                         | Основні відомості                                                                     | Дата обрання | Дата звільнення |
| --------------------------- | ------------------------------------------------------------------------------------- | ------------ | --------------- |
| Корнієць Катерина Іванівна  | Сільський голова, 1960 року народження, освіта, позапартійна                          | 26.03.2006   | 31.10.2010      |
| Корнієць Катерина Іванівна  | Сільський голова, 1960 року народження, освіта середня загальна, член Партії регіонів | 31.10.2010   |                 |
| Швиденко Олексій Васильович |                                                                                       |              |                 |

Примітка: таблиця складена за даними джерела

## Населення
Згідно з переписом УРСР 1989 року чисельність наявного населення сільської ради становила 996 осіб, з яких 442 чоловіки та 554 жінки.
За переписом населення України 2001 року в сільській раді мешкали 483 особи.

### Мова
Розподіл населення за рідною мовою за даними перепису 2001 року:
| Мова       | Відсоток |
| ---------- | -------- |
| українська | 97,11 %  |
| вірменська | 1,03 %   |
| російська  | 1,03 %   |
| молдовська | 0,83 %   |